# Fond du Lac
Fond du Lac è una city degli Stati Uniti d'America, capoluogo della contea omonima dello Stato del Wisconsin. Nel censimento del 2000 la popolazione era di 42 203 abitanti, passati a 43 021 nel 2010.

## Geografia fisica
Secondo i rilevamenti dell'United States Census Bureau, Fond du Lac si estende su una superficie di 48,74 km² (18,82 mi²), ed è localizzata sulle sponde meridionali del lago Winnebago. Dalla sua posizione geografica deriva il nome francese.